# Ashley Coffey
Ashley Mark Coffey, född 1 december 1993, är en engelsk fotbollsspelare som spelar för kinesiska Shanghai Jiading Huilong FC. 

## Karriär

### England
Coffeys moderklubb är Woodkirk Valley. På ungdomsnivå spelade Coffey även två år i Bradford City. I februari 2013 gick han till West Auckland Town och i oktober 2014 vidare till Newton Aycliffe. I januari 2017 gick Coffey till Marske United, och i maj 2018 värvades han av Northern Premier League Premier Division-klubben Whitby Town.
Samtliga av klubbarna han spelade för i England som senior var i de lägre nivåerna i det engelska ligasystemet

### Sverige
I juli 2019 kom Coffey till Sverige och division 2-klubben Huddinge IF. Han gjorde 12 mål på 11 matcher under hösten 2019. I den sista omgången gjorde Coffey bland annat ett hattrick i en match mot IFK Haninge. Han värvades därefter av IFK Haninge. Säsongen 2020 gjorde Coffey 28 mål på 29 matcher i Ettan Norra, vilket var ett nytt målrekord i serien. Han valdes även till årets bästa anfallare.
I januari 2021 värvades Coffey av AFC Eskilstuna, där han skrev på ett treårskontrakt. Coffey gjorde sin Superettan-debut den 12 april 2021 i en 0–0-match mot Västerås SK. Den 16 maj 2021 gjorde han sitt första mål i en 1–0-vinst över Jönköpings Södra.

### Finland
I januari 2023 värvades Coffey av finska AC Oulu, där han skrev på ett ettårskontrakt med option på ytterligare ett år. I november 2023 meddelade AC Oulu att de utnyttjade option och att kontraktet förlängdes över säsongen 2024.

### Kina
I januari 2025 värvades Coffey av kinesiska Shanghai Jiading Huilong FC.